# Bhagavad-gītā, wie sie ist
Bhagavad-gītā, wie sie ist ist eine Übersetzung und Kommentierung der Bhagavad-gita von Abhay Charan Bhaktivedanta Swami Prabhupada, dem Gründer der Internationalen Gesellschaft für Krishna-Bewusstsein (ISKCON). Das Werk erschien 1968 unter dem englischen Originaltitel Bhagavad-Gītā As It Is bei Macmillan Publishers in London, die deutschsprachige Ausgabe erschien in redigierter Form 1974 beim Bhaktivedanta Book Trust in Zürich.
Das von Prabhupada verfasste Werk bietet die originalen Sanskrit-Verse in Devanagari und in einer lateinischen Transliteration. Es folgt eine Wort-für-Wort-Übersetzung und anschließend die Übersetzung des jeweiligen Verses mit Erläuterungen. Die Bhagavad-gītā, wie sie ist ist neben dem Srimad Bhagavatam eine der wichtigsten Schriften der ISKCON und anderer Gaudiya-Vaishnava-Organisationen. Der Autor kommentiert die Bhagavad-gita in der Auslegung der Gaudiya Vaishnavas, des bengalischen Vishnuismus.

## Ausgaben
- A.C. Bhaktivedanta Swami Prabhupada: Bhagavad-gītā, wie sie ist. Bhaktivedanta Book Trust, 1987, ISBN 978-9171490599